# 泰国公主
《泰国公主》是一幅由時任台灣師範大學美術系教師的画家孙多慈于1961年完成的布面油画作品。

## 描述
画中人物跪坐在一个祭台前，两手合十拿着一朵缅栀花；身穿绿色抹胸，系有一条黄色腰带，下穿刺绣着金色图案的红底长裙。虽然题为泰国，但服装不像是泰国的传统服饰，而是印尼爪哇族和巴厘族的传统服装坎本。头上戴着两朵未开的花。

1900年的印尼舞者，与画中人物所穿服装类似